# Euthalia insulae
Euthalia insulae är en fjärilsart som beskrevs av Hall 1930. Euthalia insulae ingår i släktet Euthalia och familjen praktfjärilar. Inga underarter finns listade i Catalogue of Life.